# Абдуррахман аль-Ґайлані
Абдуррахман аль-Ґайлані (араб. عبد الرحمن الكيلاني النقيب; 1841—1927) — іракський державний і політичний діяч, перший прем'єр-міністр країни від листопада 1920 до листопада 1922 року.

## Врядування
Був обраний на пост глави іракського уряду після розпаду Османської імперії. Він використовував свій вплив проти обрання Фейсала I королем Іраку. Коли зусилля виявились марними, він подав у відставку. Натомість Фейсал залишив його на посаді прем'єр-міністра, щоб приборкати опозицію.
1922 року аль-Ґайлані поставив свій підпис під договором з Англією, який затверджував номінальну незалежність країни. В той же час британці зберігали контроль над військовим міністерством і міністерством закордонних справ. На знак протесту проти тих положень договору аль-Ґайлані подав у відставку.